# Maculobates
Maculobates – rodzaj roztoczy z kohorty mechowców i rodziny Liebstadiidae.
Rodzaj ten został opisany w 1962 roku przez Marie Hammer. Gatunkiem typowym wyznaczono Maculobates longiporosus.
Mechowce te mają wyraźna bruzda dorsosejugalna i 3 do 4 par areae porosae. Szczeciny notogastralne występują w liczbie 10 par, genitalne 3 par, aggenitalne 1 pary, analne 2 par, a adanalne 3 par. Odnóża jednopalczaste.
Rodzaj rozprzestrzeniony w południowej strefie subtropikalnej.
Należy tu 14 opisanych gatunków:
- Maculobates albulus (Hammer, 1972)
- Maculobates breviporosus Mahunka, 1980
- Maculobates dubius Hammer, 1971
- Maculobates endroedyyoungai Mahunka, 1989
- Maculobates longipilosus Hammer, 1967
- Maculobates longiporosus Hammer, 1962
- Maculobates longus Hammer, 1967
- Maculobates luteomarginatus Hammer, 1967
- Maculobates luteus Hammer, 1967
- Maculobates magnus Hammer, 1967
- Maculobates minor Hammer, 1967
- Maculobates nordenskjoeldi (Trägårdh, 1907)
- Maculobates ventroacutus Hammer, 1971
- Maculobates vulgaris Hammer, 1967